# شعب تيم (ردفان)
شعب تيم هي إحدى قرى عزلة الحبيلين بمديرية ردفان التابعة لمحافظة لحج، بلغ تعداد سكانها 436 نسمة حسب تعداد اليمن لعام 2004.